# Ceuthophilus walkeri
Ceuthophilus walkeri är en insektsart som beskrevs av Theodore Huntington Hubbell 1929. Ceuthophilus walkeri ingår i släktet Ceuthophilus och familjen grottvårtbitare. Inga underarter finns listade i Catalogue of Life.